# Continental Team Differdange/Saison 2010
Dieser Artikel listet Erfolge und Mannschaft des Radsportteams Differdange in der Saison 2010 auf.

## Erfolge in der UCI Europe Tour
Bei den Rennen der UCI Europe Tour im Jahr 2010 gelangen dem Team nachstehende Erfolge.
| Datum    | Rennen                                   | Kat. | Fahrer                 |
| -------- | ---------------------------------------- | ---- | ---------------------- |
| 4. April | Grand Prix de Nogent-sur-Oise            | 1.2  | Vytautas Kaupas        |
| 12. Mai  | Prolog Flèche du Sud                     | 2.2  | Jempy Drucker          |
| 16. Mai  | 4. Etappe Flèche du Sud                  | 2.2  | Stefan Cohnen          |
| 27. Juni | Litauische Meisterschaft – Straßenrennen | NC   | Vytautas Kaupas        |
| 11. Juli | Grand Prix de Pont-à-Marcq               | 1.2  | Frank Dressler-Lehnhof |

## Erfolge in der Cyclocross Tour
Bei den Rennen der UCI-Cyclocross-Saison 2009/10 gelangen dem Team nachstehende Erfolge.
| Datum        | Rennen                                  | Fahrer        |
| ------------ | --------------------------------------- | ------------- |
| 15. November | National Trophy Round 4, Leicestershire | Nicolas Bazin |
| 10. Januar   | Luxemburger Meisterschaft               | Jempy Drucker |

## Abgänge-Zugänge
| Zugänge         | Team 2009                  | Abgänge           | Team 2010                    |
| --------------- | -------------------------- | ----------------- | ---------------------------- |
| Nico Schneider  | Atlas Romer’s Hausbäckerei | Nicolas Baldo     | Atlas Personal               |
| Stefan Cohnen   | Betonexpressz 2000-Limonta | Grégory Brenes    | Burgos 2016-Castilla y León  |
| Vytautas Kaupas | Revor-Jartazi              | Nicolas Bazin     | CC Villeneuve-Saint Germaine |
| Tjarco Cuppens  | PPL Belisol                | Hannes Blank      | Unbekannt                    |
| Olivier Peelman | Neoprofi                   | Ludovic Capelle   | Unbekannt                    |
| Pit Schlechter  | Neoprofi                   | Benoît Joachim    | Unbekannt                    |
|                 |                            | Fredrik Johansson | Unbekannt                    |

## Mannschaft
| Name                   | Geburtstag         | Nationalität |              |
| ---------------------- | ------------------ | ------------ | ------------ |
| Stefan Cohnen          | 4. Dezember 1982   | Niederlande  |              |
| Tjarco Cuppens         | 20. Mai 1976       | Niederlande  |              |
| Frank Dressler-Lehnhof | 30. September 1976 | Deutschland  |              |
| Jempy Drucker          | 3. September 1986  | Luxemburg    |              |
| Dominik Eberle         | 21. März 1990      | Deutschland  |              |
| Patrick Gressnich      | 13. November 1984  | Luxemburg    |              |
| Sébastien Harbonnier   | 31. Dezember 1984  | Frankreich   |              |
| Cyrille Heymans        | 4. März 1986       | Luxemburg    |              |
| Vytautas Kaupas        | 1. April 1982      | Litauen      |              |
| Morten Knudsen         | 21. September 1981 | Dänemark     |              |
| Håkan Nilsson          | 29. August 1980    | Schweden     |              |
| Olivier Peelman        | 7. August 1989     | Belgien      |              |
| Christian Poos         | 5. November 1977   | Luxemburg    |              |
| Robert Retschke        | 17. Dezember 1980  | Deutschland  |              |
| Pit Schlechter         | 26. Oktober 1990   | Luxemburg    |              |
| Nico Schneider         | 26. Mai 1987       | Deutschland  |              |
| Tom Thill              | 31. März 1990      | Luxemburg    |              |
| Stagiaires             | Stagiaires         | Nationalität | Nationalität |
| Albain Cormier         | Albain Cormier     | Frankreich   |              |
| Liam Poole             | Liam Poole         | Australien   |              |